# Gunungmanik (Ciniru)
Gunungmanik is een bestuurslaag in het regentschap Kuningan van de provincie West-Java, Indonesië. Gunungmanik telt 1129 inwoners (volkstelling 2010).